# Gaidis Bērziņš
Gaidis Bērziņš (ur. 20 października 1970 w Rydze) – łotewski prawnik i polityk, parlamentarzysta, w latach 2006–2009, 2011–2012 oraz w 2014 minister sprawiedliwości, były współprzewodniczący partii Zjednoczenie Narodowe „Wszystko dla Łotwy!” – TB/LNNK.

## Życiorys
W 1999 ukończył studia prawnicze na Uniwersytecie Łotwy w Rydze. Od 1994 pracował w biurze prawnym, a od 1997 na macierzystej uczelni, od 1998 był zatrudniony w bankowości. Po uzyskaniu magisterium prowadził prywatną praktykę adwokacką. Był również członkiem organów nadzorczych różnych przedsiębiorstw i agend państwowych.
W listopadzie 2006 został ministrem sprawiedliwości w drugim rządzie Aigarsa Kalvītisa, pełnił tę funkcję również w gabinecie Ivarsa Godmanisa (do marca 2009). Po odejściu z rządu pracował m.in. jako wykładowca na Wydziale Prawa Uniwersytetu Łotwy. W wyniku wyborów parlamentarnych w 2010 uzyskał mandat posła na Sejm jako jeden z dwóch działaczy TB/LNNK wybranych z ramienia koalicji Zjednoczenie Narodowe „Wszystko dla Łotwy!” – TB/LNNK. Reprezentował kurlandzki okręg wyborczy. W wyborach w 2011 uzyskał reelekcję do Sejmu XI kadencji. 25 października 2011 objął funkcję ministra sprawiedliwości w trzecim rządzie Valdisa Dombrovskisa.
20 czerwca 2012 podał się do dymisji. Nowym ministrem sprawiedliwości został Jānis Bordāns. W lipcu 2012 ponownie objął mandat poselski.
Pełnił funkcję wiceprzewodniczącego TB/LNNK, następnie zaś koalicyjnego ugrupowania Zjednoczenie Narodowe „Wszystko dla Łotwy!” – TB/LNNK. W 2011, po jego przekształceniu w jednolitą partię, został jednym z dwóch (obok Raivisa Dzintarsa) współprzewodniczących tej formacji, pełniąc tę funkcję do 2017.
21 sierpnia 2014 Sejm zatwierdził go po raz kolejny na stanowisku ministra sprawiedliwości, tym razem w pierwszym rządzie Laimdoty Straujumy. W wyborach w 2014 uzyskał reelekcję do Sejmu XII kadencji z listy narodowców. Nie wszedł w skład drugiego rządu dotychczasowej premier, kończąc urzędowanie 5 listopada tegoż roku. Kontynuował działalność dydaktyczną na Uniwersytecie Łotwy oraz praktykę adwokacką, został doradcą ministra kultury. W 2021 wybrany na radnego gminy Talsi (reelekcja w 2025).
Żonaty, ma dwoje dzieci.